# Z3517967757
Z3517967757 ou, simplesmente, Z7757, é um derivado de piperidina que atua como agonista na família 5-HT2 de receptores de serotonina, relatado pela primeira vez em 2024. Também pode ser visto como uma fenetilamina substituída. Tem atividade mais forte no receptor 5-HT2A e menor afinidade nos receptores 5-HT 2B e 5-HT2C. Entretanto, foi relatado que a droga possui alta seletividade para o receptor 5-H2A, e não exerce atividade agonística nos receptores 5-HT2B e 5-HT2C. O Z7757 foi desenvolvido usando modelagem in silico para acoplar uma grande biblioteca química a um modelo de receptor 5-HT2A gerado pelo programa de inteligência artificial AlphaFold e, então, sintetizado e testado em laboratório para confirmar a atividade. Possui dois centros estereogênicos e quatro isômeros possíveis, mas só foi testado em forma de mistura racêmica.